# Fitionești, Vrancea
Fitionești este satul de reședință al comunei cu același nume din județul Vrancea, Moldova, România.